# إمبراطورية ماراثا
كانت إمبراطورية ماراثا أو اتحاد ماراثا قوة سيطرت على جزء كبير من شبه القارة الهندية في القرن الثامن عشر. تأسّست الإمبراطوريّة رسميًا منذ عام 1674 مع تتويج شاهترباتي شيفاجي وانتهت في عام 1818 بهزيمة البيشوا باجيراو الثاني. ويُنسب الفضل إلى شعب الماراثا بشكل كبير في إنهاء حكم المغول في الهند.
كان شعب الماراثا عبارة عن مجموعات قبليّة من محاربي الماراثا من هضبة الدكن الغربية (المعروفة باسم ماهاراشترا حاليًّا) سطع نجمها من خلال إنشاء هيندافي سواراجيا (بمعنى «الحكم الذاتي للشعب الهندوسي / الهندي»). برز شعب الماراثا في القرن السابع عشر تحت قيادة شيفاجي، الذي ثار ضد سلالة العادل شاهية، وأسّس مملكة له مُتّخذًا من ريجاد عاصمةً له. عُرِف شعب الماراثا بتنقّلهم، ورسّخوا تواجدهم في أراضيهم خلال الحروب بين المغول والماراثا وبعد ذلك سيطروا على جزء كبير من شبه القارّة الهنديّة.
بعد وفاة أورانغزيب في عام 1707، أُطلق سراح شاهترباتي شاهو، حفيد شيفاجي، من قبل المغول. بعد صراع قصير مع عمّته تارباي، أصبح شاهو حاكمًا وعين بالاجي فيشواناث ولاحقًا، نسله، بصفتهم البيشواس أو رؤساء وزراء الإمبراطورية. لعب بالاجي وسلالته دورًا رئيسيًّا في توسيع حكم إمبراطوريّة ماراثا. امتدّت الإمبراطوريّة في ذروتها من تاميل نادو في الجنوب، إلى بيشاور (خايبر باختونخوا حديثًا، باكستان) في الشمال، وبنغال سوباه في الشرق. حاولت ماراثا إلغاء العرش المغولي ووضع فيشواسراو بيشوا على العرش الإمبراطوري المغولي في دلهي لكنهم لم يتمكنوا من ذلك. في عام 1761، خسر جيش ماراثا معركة بانيبات الثالثة ضد أحمد شاه الدراني من إمبراطورية دوراني الأفغانية، التي أوقفت توسّع ماراثا الإمبراطوري في أفغانستان. بعد عشر سنوات من معركة بانيبات، أعاد البشوا الشاب مادهافراو الأول سلطة ماراثا على شمال الهند في فترة إحياء ماراثا.
في محاولة لإدارة الإمبراطورية الكبيرة بفعاليّة، منح مادهافراو الحكم شبه الذاتي لأقوى الفرسان، وخلق كونفدراليّة لولايات ماراثا. أصبح هؤلاء القادة معروفين باسم جيكوادس لولاية بارودا، وهولكارس لولاية إندور ومالوا، وسيندياس لولاية غواليور وولاية أوجين، وبونساليس لمملكة ناجبور، ومايرز لمنطقة فيدهاربا، وبوارز لولاية دهار وولاية ديواس. في عام 1775، تدخّلت شركة الهند الشرقيّة في صراع الخلافة لعائلة بيشوا في مدينة بوني، ما أدّى إلى حرب الأنجلو-ماراثا الأولى. والتي خرجت ماراثا منها مُنتصرة. ظلّت ماراثا القوة البارزة في الهند حتى هزيمتها في حربي الأنجلو-ماراثا الثانية والثالثة (1805-1818)، ما أدّى إلى سيطرة شركة الهند الشرقية على معظم أنحاء الهند.
تربّع جزء كبير من إمبراطورية ماراثا على المنطقة الساحليّة، التي أُمّنت من أسطول ماراثا البحري تحت قيادة العديد من الزعماء أمثال كانوجي أنغري. نجح كانوجي نجاحًا باهرًا في الإبقاء على السفن البحرية الأجنبية في الخليج، خاصة سفن الدولتين البرتغالية والبريطانية. اُعتبر تأمين المناطق الساحلية وبناء التحصينات الأرضيّة من الجوانب الأساسية ضمن إستراتيجية ماراثا الدفاعيّة وضمن التاريخ العسكري الإقليمي.

## شاهترباتي شيفاجي وذريته

### شاهترباتي شيفاجي مهراج
شاهترباتي شيفاجي مهراج (1630-1680) أرستقراطي ماراثي من قبيلة بهوسالي ويعتبر مؤسّس إمبراطوريّة ماراثا. قاد شاهترباتي شيفاجي مهراج إحدى حركات المقاومة لتحرير الناس من حُكم سلطنة بيجابور في عام 1645 من خلال الفوز بحصن تورنا، وبعدها العديد من الحصون، ووضع المنطقة تحت سيطرته مؤسّسًا لهيندافي سواراجيا (الحكم الذاتي للشعب الهندوسي). أنشأ مملكة ماراثا المستقلة وعاصمتها ريجاد وحارب بنجاح المغول للدفاع عن مملكته. تُوّج بصفته «تشاهترباتي» (ملك) لمملكة ماراثا الجديدة في عام 1674.
شكّلت مملكة ماراثا حوالي 4.1% من شبه القارة الهندية، لكن بشكل مُتفرّق على امتداد مساحات كبيرة. بحلول وقت وفاته، عُزّزت المملكة بحوالي 300 حصن، ودافع عنها حوالي 40000 من سلاح الخيّالة، و50000 جندي مشاة، بالإضافة إلى المنشآت البحرية على طول الساحل الغربي. بمرور الوقت، ازداد حجم المملكة وازداد عدم التجانس فيها؛ بحلول الوقت الذي استلم حفيده فيها الحكم، ولاحقًا في عهد البشواس في أوائل القرن الثامن عشر، غدت ماراثا إمبراطورية كاملة.

### شاهترباتي سامبهاجي (شامبهو راجي)
كان لشيفاجي ولدان غير شقيقين: سامبهاجي وراجارام، من أُمّين مختلفتين. كان سامبهاجي، الابن الأكبر، ذي شعبية كبيرة بين حاشيته. في عام 1681، وصل سامبهاجي إلى الحكم بعد وفاة والده واستأنف سياساته التوسعيّة. هزم سامبهاجي كلًّا من البرتغاليين وتشيكا ديفا رايا من ميسور. توجّه الإمبراطور المغولي أورانغزيب جنوبًا في عام 1681 لإلغاء التحالف بين ابنه المتمرّد، أكبار، والماراثا. مع كامل بلاط إمبراطوريته وإدارته وجيش قوامه حوالي 500000 جندي، شرع في توسيع إمبراطورية المغول، وكسب مناطق مثل سلطنة بيجابور وسلطنة جولكوندا. خلال السنوات الثماني التي تلت ذلك، قاد سامبهاجي الماراثا، ولم يخسر أيًّا من المعارك أو الحصون في مواجهة أورانغزيب.
في أوائل عام 1689، استدعى سامبهاجي قادته لعقد اجتماع استراتيجي في سانجامشوار للنظر في شنّ هجوم على قوّات المغول. في عملية خُطِّط لها بدقة، هاجم كلّ من غانوجي وموكاراب خان، أحد قادة أورانغزيب، سانجامشوار مُستغلّين قّلة عدد المرافقين حينها لسامبهاجي. تعرّض سامبهاجي لكمين من القوّات المغوليّة في 1 فبراير 1689. ونُقِل هو ومستشاره، كافي كلاش، إلى بهادورجاد على يد الجيش الإمبراطوري، إذ أُعدما هناك من قبل المغول في 21 مارس 1689. اتّهم أورانجزيب سامبهاجي بهجمات كانت قد شنتها قوات ماراثا على برهانبور.

### شاهترباتي شاهو مهراج
بعد وفاة أورانغزيب في عام 1707، أطلق بهادر الأول، الإمبراطور المغولي الجديد، سراح شاهو، ابن سامبهاجي (وحفيد شيفاجي). ومع ذلك، بقيت والدته رهينة للمغول، لضمان التزام شاهو بشروط إطلاق سراحه. عند إطلاق سراحه، استولى شاهو فورًا على عرش ماراثا وتحدّى عمّته تارباي وابنها. تحوّلت الحرب المغولية الماراثية إلى قضية ثلاثية الزوايا. أُسّست ولايتي ساتارا وكولهابور في عام 1707 بسبب نزاع الخلافة على مَلكيّة ماراثا. عيّن شاهو بالاجي فيشواناث بمنصب بيشوا. كان للبيشوا دور فعّال في ضمان الاعتراف المغولي بشاهو بصفته الوريث الشرعي لشيفاجي وشاهترباتي ماراثا. استطاع بالاجي أيضًا إطلاق سراح والدة شاهو، يسوباي، من أسر المغول في عام 1719.
خلال عهد شاهو، وسّع راغوجي بوسالي من امتداد الإمبراطورية في الشرق، لتصل إلى ما يُعرف في يومنا هذا باسم البنغال. وسّع خانديراو دابهايد وابنه تريمباكرو من امتداد الإمبراطورية في الغرب في غوجارات. توسّع كلّ من بيشوا باجيراو وزعماءه الثلاثة، باوار (دهار)، وهولكار (إندور)، وسينديا (جواليور)، في الشمال.

## حقبة البيشوا
سيطر البيشوا الذين ينتمون إلى عائلة بهات على جيش ماراثا خلال هذه الحقبة، وأصبحوا لاحقًا حكّامًا فعليين لإمبراطورية ماراثا. خلال حكمهم، سيطرت إمبراطورية ماراثا على معظم شبه القارة الهندية.

### بالاجي فيشواناث
عيّن شاهو البيشوا بالاجي فيشواناث في عام 1713. ومنذ ذلك الوقت، أصبحت مكانة البيشوا في ذروتها بينما أصبح شاهوجي شخصية بارزة.
- اعتُبر أول إنجاز رئيسي له هو إبرام معاهدة لونافالا في عام 1714 مع كانهوجي أنغري، قائد البحرية الأقوى على الساحل الغربي. وقَبِل في وقت لاحق شاهوجي كشاهترباتي.
- في 1719، توجّه الجيش الماراثي إلى دلهي بعد أن هزم السيد حسين علي، حاكم المغول في منطقة الدّكن، وأسقطوا إمبراطور المغول هناك. من هذه النقطة، أصبح الأباطرة المغول دُمى في أيدي أسيادهم الماراثيين.

### باجي راو الأول
بعد وفاة بالاجي فيشواناث في أبريل عام 1720، عُيّن ابنه، باجي راو الأول، بصفة بيشوا من قبل شاهو. يعود الفضل إلى باجي راو في توسيع إمبراطورية ماراثا عشرة أضعاف من 3% إلى 30% من المناطق الهندية الحديثة خلال 1720-1740. خاض أكثر من 41 معركة قبل وفاته في أبريل 1740، ويُقال أنّه لم يخسر أيّ معركة منها.
- كانت معركة بالكهيد معركة بريّة وقعت في 28 فبراير 1728 في قرية بالكهيد، بالقرب من مدينة ناشيك، ماهاراشترا، الهند بين باجي راو الأوّل وآصف جاه قمر الدين من حيدر أباد. هزم الماراثان سلالة نظام الملك. تُعتبر المعركة مثالًا للتنفيذ الرائع للاستراتيجيات العسكرية.[21]
- في عام 1737، داهمت القوّات الماراثيّة تحت قيادة باجي راو الأول ضواحي دلهي في هجوم حربي خاطف في معركة دلهي (1737).[22][23]
- غادرت سلالة نظام الملك ديكان لإنقاذ المغول من غزو القوّات الماراثانيّة، لكنها هُزمت هزيمة ساحقة في معركة بوبال. حصلت ماراثا على جزية كبيرة من المغول الذين وقّعوا على معاهدة تنازلوا فيها عن مالوا لماراثا.
- حصلت معركة فاساي بين ماراثا والحكام البرتغاليين في فاساي، وهي قرية تقع على الشاطئ الشمالي لخليج فاساي، على بعد 50 كم شمال مومباي. قاد شيماجي آبا، شقيق باجي راو الجيش الماراثي. اعتُبر فوز ماراثا في هذه الحرب إنجازًا كبيرًا في عهد باجي راو.